# قصر آشور بانيبال
قصر آشور بانيبال هو قصر تاريخي أثري موجود في نينوى في شمال العراق بناه الملك الآشوري الشهير آشور بانيبال في بداية فترة حكمه وحاليا توجد بقايا له من جدران وغرف وأماكن بقيت حتى اليوم.

## الموقع
يقع القصر في تل قوينجق في محافظة نينوى.

## المخطط
وفي التخطيط الجزئي لهذا القصر نستطيع أن نجد غرفة كبيرة طويلة مستطيلة في الجهة الغربية تدعى (و) والتي هي من المحتمل ساحة، ويمكن الوصول أليها عبر ثلاثة أبواب كما في قصر سنحاريب، غير أن الغرفة المستطيلة (م) والتي تعرف بأسم الغرفة البابلية لم تكن غرفة عرش، حيث أنه منذ عهد سنحاريب وصاعدا لم يعد لم القصر الآشوري ممثلا في غرفة يدخلها الملك كما هو الحال في عهد الملك آشور ناصربال الثاني في صفة مقدسة، ولم توجد المنحوتات الجدارية الكبرى المزينة بشجرة الحياة والجن، وأنتقل النحت على الجدران من المنحوتات الأسطورية التي هيمنت بشدة على قصر آشور باصربال الثاني إلى المنحوتات البطولية للملك والأعمال التاريخية في عهد الملك آشور بانيبال ويمكن ملاحظة ذلك من الغرف التي يمكن الدخول لها من كل جانب، باب، منحذر، ساحة، والمنحوتات الجدارية التي تضم الحوليات المصورة كل ذلك لم يستعمل إلا لإظهار إنجازات الملك التاريخية.